# Christophe Guérin
Christophe Guérin (født 1758 i Strassburg, død 1831 sammesteds) var en fransk kobberstikker. Han var bror til Jean-Urbain Guérin.
Guérin, der var elev af Friedrich Müller, blev professor i tegning og konservator ved Strassburgs museum. Han har udført en talrig række stik med gravstik og i punktermanér: Cagliostro (1781), La Fayette og Custine (1793), af hovedblade: Englen med Tobias efter Rafael, Amor afvæbnet af Venus og Magdalena efter Correggio, Musernes dans efter Giulio Romano samt de patriotiske blade: Erindring fra 1791, Liberté-Égalité og andet, kobberstiksamlingen i København har af Guérin et par blade. 